# 마리아 (하야테처럼!)
《마리아》(マリア)는 만화 및 이를 원작으로 하는 애니메이션 《하야테처럼!》에 등장하는 가공의 인물이다. 애니메이션판 성우는 타나카 리에이다. 대한민국에서는 애니맥스에서 방영했으며 성우는 서지연이다.

## 프로필
- 생일 : 1987년 12월 24일[1] ※정확한 생일은 본인도 모름
- 혈액형 : O형
- 나이 : 17세
- 키 : 158 cm
- 몸무게 : 42 kg
- 좋아하는 것, 특기 : 노래를 좋아하고, 비디오 게임, 체스나 당구 등 모든 잡기에 능함
- 약점 : 부엌에서 나오는 검은 생명체[2]
- 사용언어 : 13개 국어

## 인물
산젠인 가의 시중을 드는 유능한 하우스 메이드. 현재는 하야테와 함께 나기의 시중을 들고 있다. 어느날 크리스마스 이브에 교회 마리아상 앞에서 주워졌다. 마리아란 이름도 여기서 따온 것으로 추측. 친부모나 본명, 가족 구성, 진짜 생일은 알 수 없음.
4살 쯤에 산젠인 가에 들어오게 됐으며, 어릴 때부터 영재교육을 받아 왔고 하쿠오 학원에 10살에 입학. 1학년 때부터 2학년 때까지 학생회장을 맡았으며 해마다 최우수 학생에게만 주어지는 금시계를 3개 소유. 3년간 성적 톱으로 13살에 학교를 졸업했다. 덧붙여 1학년 때 학생회장이 된 것은 히나기쿠와 마리아 뿐이다.

### 성격
상냥하며, 누군가를 돌보기 좋아하는 약간 특이한 성격을 가지고 있다. 말투나 언행도 어른스럽고 침착하며 모친과 같이 감싸는 상냥함을 가지고 있어, 나기와 하야테를 나무라기도 한다. 화나면 꽤 무섭지만, 노골적으로 나타내진 않고 웃는 얼굴을 띄운다. 화나게 한 사람에게 지나치다는 말을 하기도 하지만, 나기나 하야테에게 조롱 당하면 아이같은 태도를 취할 때도 있다. 바퀴벌레에 약하고 평소 얼굴이 거짓말 같이 넋을 잃어 당황하거나 무서워하는 모습을 보이기도 하며 나기나 하야테로 인해 파괴된 방을 보면 눈이 죽은 것처럼 변한다.

### 용모
17세지만 어른스러워 보인다. 특히 교복이 매우 어울려, 어렸을 때나 지금이나 귀엽다거나 예쁘다는 말을 자주 듣고 눈에 띄이는 듯하다. 하지만 정작 본인은 왜 사람들 눈에 띄는지 알지 못한다. 하지만 실제 연령보다 나이가 많아 보이기 때문에, 하야테가 오해했던 적도 있다.
항상 롱스커트 메이드복을 입고 있으며, 보이지는 않지만 니삭스를 신고 있다. 언제나 메이드복을 입고 있어서 그런지 다른 옷을 입으면 주위 사람들에게 부정적인 반응을 받는다. 교복을 입고 학교에 잡입했을 땐 나기에게 ‘기분 나쁜 코스프레’란 소리를 들었고, 온천으로 여행갈 때에는 ‘잠옷 벗고 메이드복으로 갈아입어야지’란 소리를 들었다. 13권에서도 변장한 채로 나타나지만, 바로 하야테 일행에게 들키고 만다.

### 취미
취미는 당구, 탁구 등 모든 게임이나 잡기에 능하다. 11권에선 코테츠의 스매시를 받아쳐서 벽에 금이 가게 하기도 했다. 탁구 등을 하면서 말로 상대를 방심하게 하기도 한다. 숨겨진 취미로는 노래도 있다.

## 대인 관계
나기와는 어렸을 때부터 알고 있었고, 친구나 자매같은 사이이다. 마키무라와는 5살 차이가 나지만 학교 동창이며, 그녀의 예측 못할 행동에 골치아파 하기도 했다. 하야테와도 사이가 좋으며 하야테를 위로하기도 한다. 나기와 하야테의 오해를 알고 있지만 둘에게 언급하고 있지는 않는다.
또, 학생 시절은 학교 일로만 지내 친구가 별로 없었고 주변 사람 중에 친구라 볼 수 있는 건 하야테밖에 없고, 지인도 저택 관계자밖에 없다.